# 谢夫伦茨
谢夫伦茨是德国巴登-符腾堡州的一个市镇。总面积36.97平方公里，总人口4113人，其中男性2035人，女性2078人（2011年12月31日），人口密度111人/平方公里。